# Anders Oldberg
Anders Oldberg (* 18. September 1804 in Styrnäs; † 21. Januar 1867 in Alfta) war ein schwedischer Pädagoge.
Oldberg wirkte als Pastor und Direktor des Lehrerseminars in Uppsala. Er verfasste mehrere pädagogische Schriften, die in mehreren Auflagen erschienen, darunter Hemskolan (1841) und Praktisk handbok i pedagogik och methodik för swenska folkunderwisningen. Von seinen sechs Kindern wurde Oscar Oldberg als Pharmakologe und Chemiker bekannt.